# Tipula (Arctotipula) namhaidorji
Tipula (Arctotipula) namhaidorji is een tweevleugelige uit de familie langpootmuggen (Tipulidae). De soort komt voor in het Palearctisch gebied.